# Mooswiese Hottendorf östlich Gardelegen
Die Mooswiese Hottendorf östlich Gardelegen ist ein FFH-Gebiet in der Stadt Gardelegen im Altmarkkreis Salzwedel in Sachsen-Anhalt.

## Allgemeines
Das FFH-Gebiet ist circa 52 Hektar groß. Es ist durch die Landesverordnung zur Unterschutzstellung der Natura 2000-Gebiete im Land Sachsen-Anhalt (N2000-LVO LSA) seit dem 21. Dezember 2018 rechtlich gesichert. Zuständige untere Naturschutzbehörde ist der Altmarkkreis Salzwedel.

## Beschreibung
Das FFH-Gebiet liegt am Nordrand der Colbitz-Letzlinger Heide. Es umfasst einen Abschnitt eines Baches mit seinem Quellbereich und den umgebenden Wäldern. Der Bach wird von Grundwasser aus der Colbitz-Letzlinger Heide gespeist. Das Gebiet ist überwiegend bewaldet. Stellenweise sind vermoorte Bereiche mit Übergangs- und Schwingrasenmooren zu finden, die sich jedoch infolge von Wassermangel zu Moorwäldern aus Waldkiefer und Hängebirke entwickeln. In der Krautschicht siedeln Glockenheide, Moosbeere, Schmalblättriges Wollgras, Pfeifengras und Sumpfhaarstrang.
Stellenweise sind Grünländer zu finden, die dem Lebensraumtyp Magere Flachland-Mähwiesen zuzuordnen sind.